# Molvena
Molvena é uma comuna italiana da região do Vêneto, província de Vicenza, com 2 426 habitantes em 2010. Estende-se por uma área de 7 km², tendo uma densidade populacional de 347 hab/km². Faz fronteira com Fara Vicentino, Marostica, Mason Vicentino, Pianezze, Salcedo.

## Demografia
| Variação demográfica do município entre 1861 e 2011 |
|                                                     |
| Fonte: Istituto Nazionale di Statistica (ISTAT)     |